# فیلیپ بومان
فیلیپ بومان (انگلیسی: Philip Bowman) (زادهٔ ۱۴ دسامبر ۱۹۵۲) کارآفرین، بازرگان و مدیر ارشد اجرایی استرالیایی است، که در حال حاضر به‌عنوان مدیر عامل اجرایی گروه اسمیتس فعالیت می‌کند.